# Ivica Krnjak
Ivica Krnjak (Kelešinka, Našice, 1942.), hrvatski vojni zapovjednik, diverzant i obavještajac, hrvatski politički emigrant

## Životopis
Rodio se je u Kelešinci kod Našica. Vojnu karijeru počeo je u JNA u kojoj je došao do časničkog čina. Više je godina bio instruktorom postrojbi za posebne namjene u 107. padobranskom puku JNA (službeno ime ondašnjih t.zv. niških specijalaca). Zbog toga što je bio Hrvat, a biti Hrvatom u JNA značilo je biti manje vrijedan i manjih izgleda za napredovanje, sve se više sukobljavao s nadređenima. Stoga je odlučio pobjeći iz JNA 1967. godine te je emigrirao u Belgiju. Pridružio se je hrvatskim emigrantskim krugovima.
Zbog nekoliko je razloga jugokomunističkom velikosrpskom režimu bio nepodoban. Bio je Hrvat, član Matice hrvatske, časnik JNA koji je dezertirao, državljanin SFRJ koji je emigrirao iz Jugoslavije, pridruživanje emigrantskim krugovima i izrečeni antijugoslavenski stavovi i počinjena djela bili su razlogom da ga UDBA prati. Godinama su ga pokušali naći, što im je uspjelo početkom 1971. godine. Našli su mu stan gdje stanuje u Belgiji.
Nekoliko mjeseci poslije uhitili su ga agenti UDBE. U posvemašnjem progonu svega što je disalo hrvatski, jugokomunistički režim pokazalo je svoje totalitarno lice. Nisu trpili drukčija mišljenja državljana drugih država ako su bili podrijetlom Hrvati. Na teritoriju druge države, protivničkog vojnog saveza, uhitili su i oteli agenti UDBA-e rezidenta druge države, kršeći i nepoštivajući time suverenitet Kraljevine Belgije i međunarodne konvencije. Na prijevaru su ga uhitili na pragu njegova stana. Tajnovito su ga prokriomčarili kao kakvi trgovci ljudima iz Belgije u Zagreb, u Hrvatsku, gdje je na djelu bila sječa Hrvatske. Osudili su ga 1972. godine na 12 godina robije u Staroj Gradiški.
Budući da je bio hrvatski politički emigrant, svakodnevno su ga zlostavljali. Veći dio kazne odrobijao je u samici. Rijetko se je smio i mogao susretati s inim zatvorenicima. Kad je to uspio, upoznao je i ine hrvatske političke zatvorenike u Gradišci: Dražena Budišu, Vladu Gotovca, Stjepana Mesića, Đuru Pericu, Vladimira Šeksa i dr. Kaznu je izdržao do kraja, do 1985. godine.
Istjekom kazne ponovo se je vratio u inozemstvo. Nakon demokratizacijskih procesa i pobjede nekomunističke oporbe, vratio se je dragovoljno 1991. u Osijek. Ušao je u hrvatske postrojbe. Upoznao se s ondašnjim zapovjednikom obrane grada Branimirom Glavašem. U drugoj polovici 1991. predsjednik Kriznog štaba za Slavoniju i Baranju Vladimir Šeks predložio mu je ući u novu hrvatsku obavještajnu službu, što je prihvatio. Kratko vrijeme poslije odlučio je otići iz obavještajnih krugova u terenske postrojbe, jer je htio kao bivši vojnik biti u vojnim operacijama.
Osnovao je vojnu postrojbu posebne namjene. Nazvao ju je Samostalna uskočka satnija. U njoj je okupio mlađe vojnike, većinom dragovoljce. Uglavnom su bili iz Krnjakova kraja, Našica, no bilo je ih iz Vinkovaca, Bosne i Dalmacije. Postrojba je imala tajne diverzantske zadaće. Jeseni 1991. preodjeveni u odore vojnika i časnika JNA odlazili u izviđačke i diverzantske akcije na okupirane teritorije i u unutarnjost Vojvodine. U Osijeku su se bavili petom kolonom. Krajem 1991. odlučio su se za smjelu diverzantsku akciju, akciju Batinski most, koji su tom akcijom trebali srušiti i odsjeći srpske postrojbe od Srbije. Akcija nije uspjela, dio je pripadnika poginuo, dio zarobljen i taj je dio skupine ostao poznat kao somborska skupina.
Preminuo 08.02.2022. u 80.godini.